# Chinchani
Chinchani là một thị trấn thống kê (census town) của quận Thane thuộc bang Maharashtra, Ấn Độ.

## Địa lý
Chinchani có vị trí 19°52′B 72°42′Đ / 19,87°B 72,7°Đ Nó có độ cao trung bình là 9 mét (29 feet).

## Nhân khẩu
Theo điều tra dân số năm 2001 của Ấn Độ, Chinchani có dân số 13.435 người. Phái nam chiếm 51% tổng số dân và phái nữ chiếm 49%. Chinchani có tỷ lệ 79% biết đọc biết viết, cao hơn tỷ lệ trung bình toàn quốc là 59,5%: tỷ lệ cho phái nam là 83%, và tỷ lệ cho phái nữ là 75%. Tại Chinchani, 11% dân số nhỏ hơn 6 tuổi.